# هرمان فاغنر (أستاذ جامعي)
هرمان فاغنر (بالألمانية: Hermann Wagner)‏ هو طبيب وأستاذ جامعي ألماني، ولد في 20 مايو 1941 في فرويدنشتات في ألمانيا.